# ず

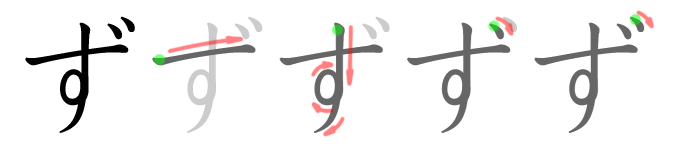
「ず」の筆順

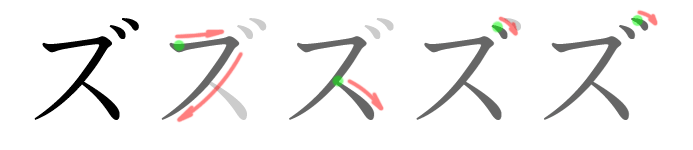
「ズ」の筆順

ず、ズは、仮名のひとつであり、す、スに濁点をつけた文字である。四つ仮名の一つ。
日本語の音節のひとつとして用いられ、1モーラを形成する。

## 日本語での発音
- 現代標準語の音韻：1子音と1母音「う」から成る音。語中においては舌の先を上歯茎に近づけて、隙間から声を摩擦させて通すときに出る有声音（有声歯茎摩擦音）。語頭や促音・撥音の後では、いったん舌を上歯茎に付けて、離すときに、狭い隙間を作って摩擦した音を出す有声音（有声歯茎破擦音）、すなわち「つ」の子音の有声音と同じである。それら二つの「ず」の発音は、一般に日本語の話者にはほとんど聞き分けられず、意味上の差異はない。「ず」は「づ」と同じ発音であり、現代標準語では「ず」と「づ」を音の上で区別しない（四つ仮名）。現代仮名遣いでは、例外（「つ」が重畳する「つづる」など）を除いて「づ」で書かれてきたものをすべて「ず」で書く。また「つ」の連濁に由来する場合には語源を重視して「づ」と表記することもある（「きづな」「黒づくめ」など）。
- 発音： ず[ヘルプ/ファイル]

## ず に関わる諸事項
- 上代の「ず」は /dzu/、/dʒu/、/ʒu/ いずれとも論じられているが、確定しがたい。いずれにせよ「づ」との区別が成されていたのは明らかである。室町時代末には /zu/ と発音されたが、江戸時代に入ると「づ」（/dzu/）との区別が曖昧になり、仮名遣いの混乱を生じるようになった[1]。
- 上代の万葉仮名には「す」の濁音専用（受）と思われるものが存在したが、古体の片仮名・平仮名が成立する頃には仮名としての区別が無くなり、「す」に濁点を付して濁音を示すようになった[1]。
- 「ズ」は英語の複数形の「s」から、単語の後ろに付ける事で複数を示し、グループ名などでよく使用される。
- 「ず」は打ち消しを示す助動詞である。
- 「ず」を形容詞の語頭に付けることで強調する。（例：「ず太い神経」「ず抜けた才能」。“図”を当て字に使う場合もある。）